# タイガーエア

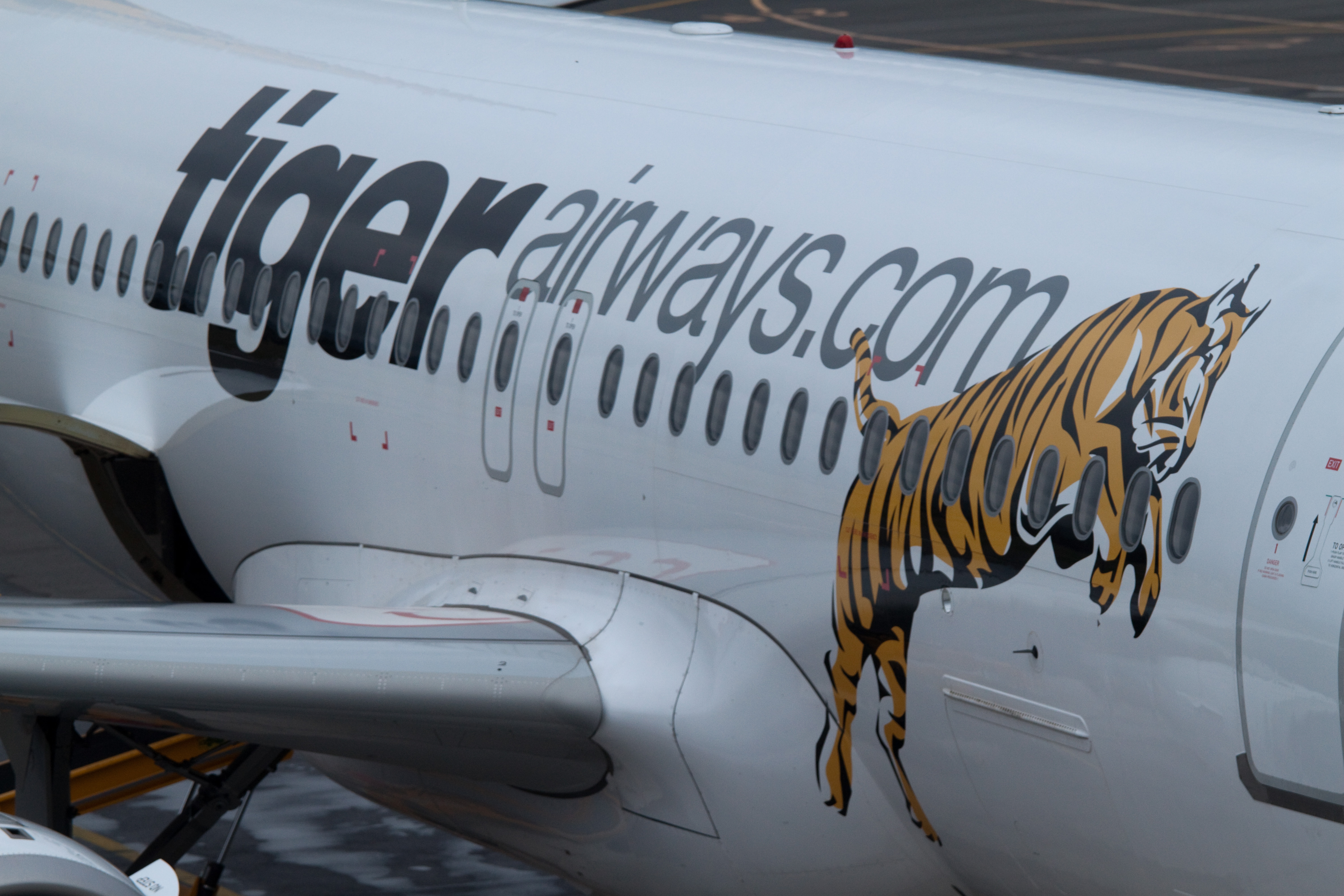
旧ロゴ

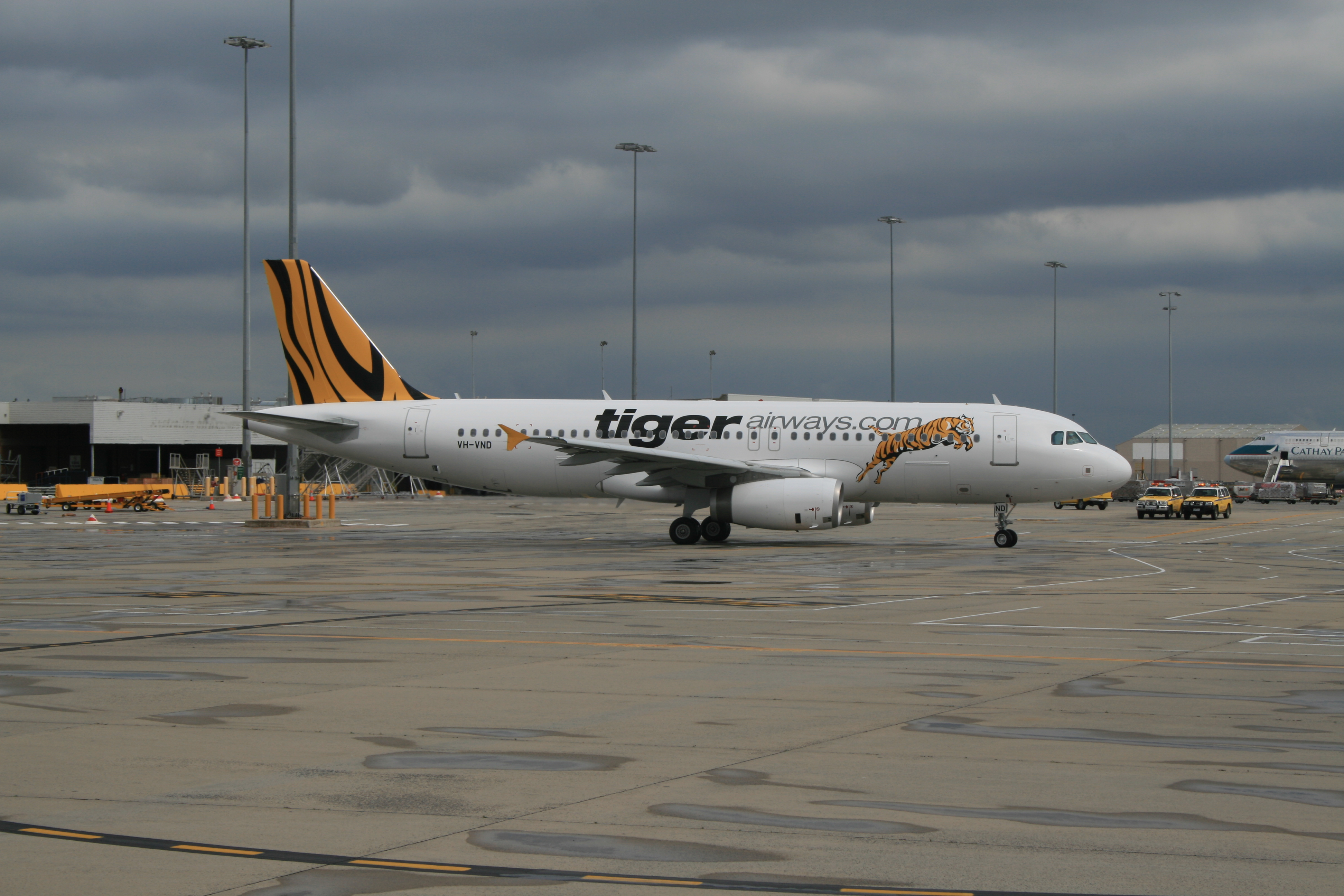
エアバスA320型機

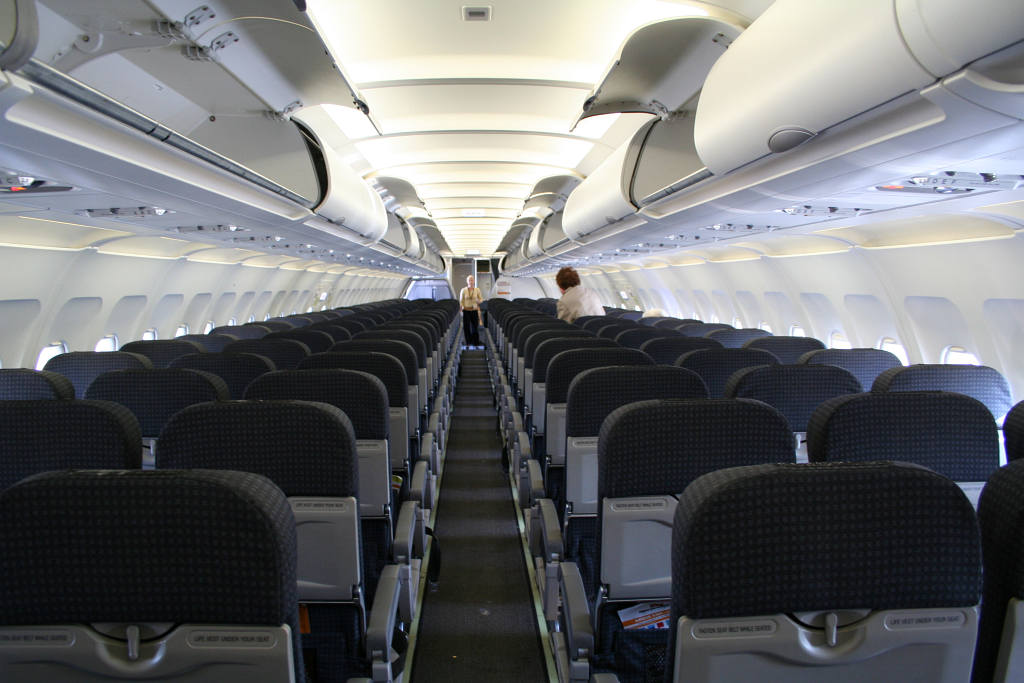
エアバスA320型機の機内

タイガーエア (Tigerair) は、かつて存在したシンガポールの格安航空会社。2017年7月25日、スクートと統合した。

## 概要
2003年、シンガポール航空がタイガー・アビエーション（現：タイガーエアウェイズ・ホールディングス）に49%出資して、「タイガー・エアウェイズ（Tiger Airways）」 として設立。シンガポール・チャンギ国際空港のターミナル2を利用している。
2007年、タイガー・エアウェイズ・オーストラリアを設立し、就航。同年11月、韓国の仁川市と提携し、格安航空会社を設立する計画を公表するが、後に撤回。
2014年1月8日に、フィリピンのセブパシフィック航空と戦略的提携を実施すると発表。両社の路線網について、インターライン提携によって、相互に予約・販売、乗継が可能となり、ネットワークを拡大することで、利便性が高まることとなった。また同社が、フィリピンに置くタイガーエア・フィリピンの株式40%をセブパシフィック航空に譲渡し、タイガーエア・フィリピンを100%子会社化した。2015年、Cebgo へとブランド名を変更した。
同年11月、シンガポール航空によって完全子会社化された。

### スクートとの統合
予約システムは2016年5月頃を目途にスクートと統合する予定。
2016年11月4日に、2017年後半に予定されているスクートへのブランド統合が発表された。「タイガーエア」は、このブランド統合に伴い消滅する予定である。
2017年6月15日に、2017年7月25日からスクートへのブランドへ統合されることが発表された。スクートがタイガーエアに統合される形となり、社名はスクート・タイガーエア、運航ブランドはスクートとなる。7月14日、日本の国土交通省より、外国人国際航空運送事業の経営許可を得た。

## 保有機材
- エアバスA320型機 : 21機
- エアバスA319型機 : 2機

2017年7月現在

## 提携航空会社
- スクート
- タイガーエア・オーストラリア(運航停止)
- タイガーエア・マンダラ (運航停止)
- タイガーエア・フィリピン (セブゴーへ名称変更)
- セブ・パシフィック航空
- タイガーエア台湾